# Oxalis priceae
Oxalis priceae är en harsyreväxtart som beskrevs av John Kunkel Small. Oxalis priceae ingår i släktet oxalisar, och familjen harsyreväxter.

## Underarter
Arten delas in i följande underarter:
- O. p. colorea
- O. p. priceae
- O. p. texana